# Irruzione di via Fracchia
L' irruzione di via Fracchia fu un episodio degli anni di piombo avvenuto a Genova, in un appartamento in via Umberto Fracchia 12 nella notte del 28 marzo 1980. Grazie alle informazioni fornite dal militante delle Brigate Rosse Patrizio Peci, arrestato nel febbraio 1980 a Torino, i carabinieri del generale Carlo Alberto dalla Chiesa poterono individuare l'importante base dell'organizzazione terroristica e organizzare di notte un'irruzione all'interno dell'appartamento.
L'azione si concluse con un violento conflitto a fuoco che provocò la morte dei quattro brigatisti presenti, tre militanti clandestini delle colonne genovese e torinese e la giovane proprietaria dell'appartamento, oltre al ferimento del maresciallo dei carabinieri Rinaldo Benà. Le modalità dell'irruzione e l'esatta dinamica dei fatti rimasero non del tutto chiari e suscitarono polemiche, facendo sorgere dubbi sull'operato dei carabinieri e sull'effettiva necessità di uccidere tutti i brigatisti sorpresi nell'appartamento.
L'irruzione di via Fracchia ebbe conseguenze decisive a Genova e provocò il rapido collasso della pericolosa organizzazione brigatista presente nella città che, a partire dal 1976, si era resa protagonista di una lunga e cruenta serie di attentati contro magistrati, politici, dirigenti industriali e forze dell'ordine.

## La colonna genovese delle Brigate Rosse

L'auto dei carabinieri crivellata di colpi dopo l'agguato di via Riboli il 25 gennaio 1980 in cui furono uccisi dalle Brigate Rosse il tenente colonnello Emanuele Tuttobene e l'appuntato Antonino Casu.

Le Brigate Rosse, dopo aver esteso la loro attività inizialmente a Milano e Torino, avevano sequestrato a Genova nella primavera del 1974 il magistrato Mario Sossi; una vera colonna brigatista tuttavia non venne costituita fino al 1976 dopo l'intervento nella città di due importanti e capaci militanti dell'organizzazione, Mario Moretti e Rocco Micaletto. Fu a Genova che i brigatisti organizzarono e portarono a termine per la prima volta un attentato mortale uccidendo l'8 giugno 1976 il giudice Francesco Coco e i due uomini della sua scorta. La nuova colonna genovese delle Brigate Rosse si caratterizzò subito per la dura efficienza clandestina, per la rigida compartimentazione e per il suo costante tentativo di sviluppare la propaganda e il proselitismo all'interno delle grandi fabbriche della città, cercando di ottenere l'adesione alla lotta armata delle frange estremistiche operaie ed entrando in aspro conflitto con la potente struttura organizzativa del PCI.
I principali dirigenti della colonna organizzarono a Genova una struttura particolarmente rigida, con una dura disciplina tra i militanti e con una buona capacità militare, che fu in grado di potenziare progressivamente la sua attività terroristica senza cedimenti e senza che le forze dell'ordine riuscissero a individuare e arrestare i componenti né fermarne l'azione. I militanti clandestini più importanti erano persone completamente sconosciute agli inquirenti, come Riccardo Dura "Roberto" personalità estremamente radicale dalla violenta carica ideologica, mentre alcuni dei componenti principali della colonna, Rocco Micaletto "Lucio" e Luca Nicolotti "Valentino", erano dirigenti particolarmente determinati trasferitisi temporaneamente da Torino.
Mentre dal punto di vista dell'efficienza militare la colonna genovese per quattro anni a partire dal 1976 dispiegò una continua e crescente attività terroristica con un impressionante numero di ferimenti e omicidi, dal punto di vista politico i brigatisti non riuscirono a scardinare la predominante influenza del PCI sulla forte base operaia delle grandi fabbriche e del porto. La esasperata conflittualità dei brigatisti contro il PCI giunse al punto di provocare attacchi dell'organizzazione contro dirigenti dell'industria di stato legati al partito e soprattutto fu una delle cause principali dell'attentato contro il sindacalista comunista Guido Rossa che, accusato di delazione all'interno dell'Italsider, venne ucciso nel gennaio 1979 in via Fracchia, nei pressi della sua abitazione in via Ischia, da un nucleo armato guidato da Riccardo Dura.

Annamaria Ludmann, "Cecilia", l'insospettabile proprietaria dell'appartamento di via Fracchia

Nonostante il sostanziale rifiuto da parte della base operaia delle istanze estremistiche delle Brigate Rosse e il conseguente loro crescente isolamento, i brigatisti della colonna genovese continuarono nell'inverno 1979-1980 a moltiplicare gli attacchi sempre più cruenti che colpirono le cosiddette "strutture dell'apparato repressivo dello stato" e in particolare i carabinieri; a dicembre 1979 e gennaio 1980 quattro militari dell'Arma vennero uccisi in due sanguinosi agguati, a Sampierdarena e in via Riboli, da gruppi di fuoco dell'organizzazione.
Mentre le altre colonne brigatiste, soprattutto a Torino e Milano, erano sottoposte alla sempre più efficace pressione delle forze dell'ordine che aveva provocato la cattura di numerosi militanti e la scoperta di basi dell'organizzazione, le Brigate Rosse genovesi mantenevano la loro capacità di attacco e non davano segni di cedimento militare; nessun importante membro della colonna era stato catturato e i brigatisti disponevano di basi sicure all'interno della città. La situazione dei brigatisti, in particolare a Torino, era divenuta così critica, a causa dell'azione di contrasto delle forze di polizia, che due militanti della colonna torinese, Lorenzo Betassa "Antonio" e Piero Panciarelli "Pasquale", avevano abbandonato la città e si erano trasferiti a Genova, ritenuto centro ancora relativamente sicuro. Fu quindi proprio a Genova che le Brigate Rosse organizzarono, nel dicembre 1979, un'importante riunione della "Direzione Strategica" con la partecipazione di militanti di tutte le colonne attive in Italia.
L'incontro si svolse in un ampio appartamento al piano terra di un edificio in via Umberto Fracchia 12 nel quartiere Oregina, di proprietà di Annamaria Ludmann "Cecilia", trentaduenne militante regolare non clandestina dell'organizzazione, che contemporaneamente alla sua attività nella lotta armata aveva mantenuto la sua vita apparentemente normale di impiegata presso una scuola svizzera, il centro culturale Galliera. In precedenza nel suo appartamento in via Fracchia, ritenuto assolutamente sicuro, la Ludmann aveva ospitato numerosi militanti clandestini della colonna tra cui Micaletto e Nicolotti.
Alla riunione della "Direzione Strategica" in via Fracchia 12 nell'appartamento della Ludmann parteciparono tutti i clandestini più importanti dell'organizzazione: per la colonna milanese Mario Moretti e Barbara Balzerani "Sara", per il Veneto Vincenzo Guagliardo "Pippo" e Nadia Ponti "Marta", per la colonna genovese Dura, Nicolotti e Francesco Lo Bianco "Giuseppe", per la colonna romana Bruno Seghetti "Claudio", Maurizio Iannelli e Antonio Savasta "Diego". Da Torino arrivarono in via Fracchia, oltre a Lorenzo Betassa, i due dirigenti più esperti rimasti della colonna, Rocco Micaletto e Patrizio Peci "Mauro".

## Cronologia dei fatti

### Il contesto storico

Patrizio Peci, "Mauro", il brigatista della colonna di Torino che decise di collaborare con i carabinieri, fornendo precise indicazioni su basi e militanti delle Brigate Rosse.

Il 19 febbraio 1980 a Torino, in piazza Vittorio, i carabinieri del generale Carlo Alberto dalla Chiesa arrestarono prima Patrizio Peci e quindi Rocco Micaletto; anche se Peci nelle sue memorie ritiene che la cattura avvenne per un caso fortuito, in realtà i carabinieri da alcuni mesi avevano individuato e controllato i due importanti dirigenti della colonna torinese. Dopo alcune settimane di detenzione, Patrizio Peci prese la sorprendente e inattesa decisione di collaborare con i carabinieri; il brigatista ebbe anche un colloquio con il generale Dalla Chiesa, quindi incominciò a fornire al colonnello Nicolò Bozzo, uno dei principali collaboratori del generale, informazioni dettagliate sulla struttura dell'organizzazione, le sue basi, i suoi militanti e i responsabili degli attentati di cui era a conoscenza. Egli era soprattutto informato sulle vicende delle Brigate Rosse a Torino ma, avendo partecipato alla "Direzione Strategica" del dicembre 1979 a Genova, ricordava anche sommariamente il luogo dove si era svolta quella riunione.
Peci avrebbe riferito al colonnello Bozzo che, dopo essere giunto alla stazione di Genova, era stato accompagnato su un autobus da due brigatisti fino a un appartamento al piano terreno lungo una strada in salita il cui nome, via Fracchia, egli ricordava in quanto lo collegava con un personaggio dell'attore Paolo Villaggio. Peci ricordava inoltre che l'appartamento era gestito da una donna. Altre fonti hanno supposto che Peci accompagnò direttamente i carabinieri in un sopralluogo dello stabile e confermò la presenza di una base delle Brigate Rosse. Secondo il colonnello Bozzo invece le informazioni di Peci furono confermate anche da precedenti indizi raccolti sulla possibile presenza di un "covo" brigatista, in base alle testimonianze fornite dopo l'assassinio di Guido Rossa avvenuto l'anno prima nella stessa via.

Il generale Carlo Alberto dalla Chiesa, comandante della Divisione carabinieri "Pastrengo".

Dopo l'individuazione dell'appartamento, la base brigatista venne sorvegliata per alcuni giorni dagli uomini delle forze dell'ordine; in origine l'irruzione all'interno avrebbe dovuto essere affidata agli agenti dell'UCIGOS e l'azione venne pianificata per la notte del 27 marzo, ma infine il generale dalla Chiesa intervenne e ottenne che l'operazione fosse affidata ai carabinieri che erano stati sanguinosamente colpiti dai brigatisti nei mesi precedenti. L'irruzione in via Fracchia sarebbe stata effettuata la notte del 28 marzo in connessione e contemporaneamente con un'operazione globale antiterrorismo in tutta l'Italia settentrionale condotta dai carabinieri sulla base delle importanti e precise informazioni fornite da Peci, la cui delazione, iniziata da alcuni giorni, era stata mantenuta strettamente segreta.
La sera di giovedì 27 marzo Annamaria Ludmann venne osservata rincasare intorno alle ore 19:00, e subito dopo arrivarono altri due giovani sconosciuti; Peci aveva descritto le caratteristiche generali dell'appartamento e aveva evidenziato come fosse adibito anche a deposito di armi ed esplosivi e vi fossero disponibili attrezzature per la fabbricazione di targhe contraffatte. Egli non era a conoscenza di chi fossero gli occupanti abituali della base oltre alla giovane proprietaria, ma i carabinieri ritennero che l'appartamento ospitasse parecchi militanti particolarmente pericolosi dell'organizzazione. Il generale dalla Chiesa riferirà nel maggio 1980 che non si pensava di trovare la Ludmann all'interno dell'abitazione, mentre si ipotizzava che fossero presenti due latitanti e due "regolari".
In effetti sembrerebbe evidente che i carabinieri ignoravano chi fossero i brigatisti presenti nella base e che l'irruzione venne effettuata in fretta senza una preliminare e accurata preparazione come era previsto dalle tecniche investigative del nucleo antiterrorismo del generale. Secondo Michele Riccio, che fu l'ufficiale dei carabinieri che diresse l'irruzione, l'azione venne affrettata soprattutto per coordinarla con le previste operazioni contro le Brigate Rosse in Piemonte che erano in corso di svolgimento; egli inoltre avrebbe preferito attendere il primo mattino per arrestare prima la Ludmann all'uscita dall'appartamento; sarebbe stato il generale dalla Chiesa in persona a ordinare l'assalto in piena notte.

### L'irruzione secondo la relazione dei carabinieri
L'edificio n. 12 di via Umberto Fracchia comprendeva diciassette appartamenti in totale; l'interno 1, la base delle Brigate Rosse di proprietà di Annamaria Ludmann, si trovava nel seminterrato a cui si accedeva, dopo aver raggiunto, salendo sette scalini, l'androne di ingresso, e scendendo poi una rampa di dodici scalini. Nella stanza del seminterrato si trovavano due porte, una che dava accesso a cinque cantine e una, quella di sinistra, che era la porta d'ingresso dell'appartamento; sul campanello c'era la scritta "Corrado Ludmann", il padre deceduto di Annamaria. L'appartamento, ampio circa 120 metri quadrati, era composto da un ingresso, un lungo e stretto corridoio e sei stanze che si aprivano sul corridoio: la cucina, la sala da pranzo, il bagno, una camera da letto, un ripostiglio e sulla sinistra in fondo al corridoio, un salone; il locale disponeva anche di un giardino, a cui si accedeva dalla cucina e dalla sala da pranzo, che conduceva alla parte posteriore dell'edificio. L'appartamento, situato sotto il livello del suolo e senza vie d'uscita alternative, era ubicato in uno spazio ristretto e non si prestava facilmente a un'irruzione di sorpresa; il rischio di un conflitto a fuoco era elevato in caso di resistenza dei brigatisti.
Il colonnello Bozzo affidò la direzione dell'operazione al capitano Michele Riccio il quale ebbe a disposizione il personale del nucleo operativo della Legione carabinieri di Genova; gli uomini incaricati dell'irruzione circondarono preliminarmente in forze tutta la zona equipaggiati con giubbotti antiproiettile, pistole mitragliatrici Beretta M12 e caschi protettivi; vennero messe a disposizione anche armi pesanti tra cui un fucile a pompa Benelli in grado di frantumare le pareti divisorie dell'appartamento; essendo possibile una resistenza con le armi dei brigatisti e quindi uno scontro a fuoco venne anche predisposta la presenza di due ambulanze. All'operazione prese parte anche personale dei carabinieri in borghese del nucleo antiterrorismo. Nel cuore della notte del 28 marzo 1980, sotto una pioggia torrenziale con tuoni e lampi, alcuni abitanti dello stabile videro delle ombre muoversi intorno all'edificio; l'irruzione, secondo la relazione ufficiale ebbe luogo alle ore 04:30 nel buio e con una densa foschia.
La notte del 28 marzo 1980 in via Fracchia 12, interno 1 si trovavano, oltre ad Annamaria Ludmann, i due brigatisti clandestini provenienti da Torino, Lorenzo Betassa e Piero Panciarelli, e Riccardo Dura che era il principale dirigente della colonna genovese e da alcuni mesi era anche uno dei componenti del Comitato Esecutivo dell'organizzazione, insieme con Mario Moretti e Bruno Seghetti. Dura generalmente abitava in via Zella 11 a Rivarolo nell'insospettabile appartamento abitato da Caterina Picasso, una simpatizzante delle Brigate Rosse di 73 anni. Successivamente ai fatti si ipotizzò che i tre clandestini si fossero riuniti quella notte in via Fracchia per preparare un imminente attentato contro l'ingegnere dell'Ansaldo Giobatta Clavarino, forse previsto per la mattina successiva.

Il maresciallo dei carabinieri Rinaldo Benà, gravemente ferito nel corso dell'irruzione.

Il 4 aprile 1980 la Procura della Repubblica di Genova emise un comunicato in cui era riportato il resoconto ufficiale dell'Arma riguardo l'irruzione e i fatti accaduti. Secondo i carabinieri, il nucleo operativo, equipaggiato in assetto da guerra, entrò nella palazzina, discese le scale, raggiunse la porta d'ingresso dell'appartamento e intimò ripetutamente agli occupanti di aprire. Dall'interno dell'appartamento sarebbero giunte manifestazioni verbali di pronta collaborazione non seguite da fatti concreti, quindi gli uomini delle forze dell'ordine avrebbe colpito la porta che si sarebbe aperta dando accesso al corridoio che, immerso nell'oscurità, non permise di vedere bene. I carabinieri richiesero la resa a cui i brigatisti avrebbero risposto di rinunciare alla resistenza e dichiarando di essere disarmati.

L'ingresso dell'appartamento: è visibile sul pavimento la macchia di sangue causata dal ferimento del maresciallo Rinaldo Benà, sulla sinistra si vedono le braccia e parte della testa del cadavere di Riccardo Dura.

Subito dopo tuttavia dal fondo del corridoio venne esploso un colpo di pistola da uno dei terroristi che colpì il maresciallo Rinaldo Benà, di 41 anni, che era entrato per primo oltre il portone e che, forse per vedere meglio, aveva sollevato la visiera del casco protettivo. Il maresciallo venne seriamente colpito al volto e cadde a terra. I carabinieri aprirono quindi il fuoco dall'ingresso con le pistole mitragliatrici e subito dopo il brigatista che aveva sparato fu abbattuto; a questo punto il capitano Riccio intimò di nuovo la resa e vennero scorti due uomini e una donna che si muovevano carponi lungo il corridoio; grazie all'impiego di un faro a disposizione degli uomini del nucleo operativo, i carabinieri poterono illuminare la scena e vedere i terroristi di cui uno armato di pistola e la donna con una bomba a mano. I carabinieri riaprirono il fuoco con tutte le armi a disposizione contro i brigatisti lungo il corridoio che vennero tutti uccisi. In realtà il fuoco delle pistole mitragliatrici raggiunse solo tre dei brigatisti, come da rapporti autoptici dei periti, la Luddmann, Panciarelli e Betassa le cui irreparabili ferite a polmoni, cuore, addome, oltre che al capo, ne provocarono la morte. Dura fu invece colpito da un proiettile unico sparatogli alla regione occipitale, dal dietro in avanti e dall'alto in basso, da più di 30 centimetri, morendo di encefalite acuta per quell'unico colpo, certamente in modo diverso dagli altri tre, circostanza che ha prodotto la riapertura delle indagini dopo trentasette anni da parte della Procura della Repubblica di Genova per ipotesi di omicidio volontario.
Il racconto del colonnello Bozzo non si discosta dalla relazione originaria dei carabinieri; secondo l'ufficiale i brigatisti finsero di collaborare, ma nel momento in cui il maresciallo Benà entrò egli venne colpito da un proiettile sparato dal corridoio; i colleghi, credendolo morto, scatenarono un violento fuoco con le pistole mitragliatrici e con il fucile a pompa, uccidendo tre uomini. Il capitano Riccio diede ordine di cessare il fuoco ma, alla luce di una torcia, venne individuata una donna che strisciava sul pavimento con una bomba a mano; quindi si riprese a sparare uccidendo anche l'ultima terrorista. L'azione sarebbe durata in tutto nove minuti.
Infine si dispone del resoconto del capitano Michele Riccio che guidò l'irruzione; anche secondo questa ricostruzione i carabinieri avrebbero intimato di aprire la porta, quindi, non ottenendo risposta, forzarono le serrature ed entrarono; dal corridoio uno degli occupanti sparò un colpo di pistola che ferì il maresciallo Benà. I carabinieri aprirono il fuoco e "iniziò l'inferno"; dopo tre minuti di fuoco con i mitra e il fucile a pompa, gli uomini dell'Arma incominciarono a perlustrare l'abitazione. Riccio aggiunge il particolare singolare che poco dopo squillò il telefono dell'appartamento, si sarebbe trattato di un altro brigatista della colonna genovese, Livio Baistrocchi, che chiamava per l'appuntamento del mattino. Rispose il capitano ma il terrorista riattaccò subito.
L'operazione era terminata; i carabinieri provvidero a sbarrare l'accesso allo stabile e ordinarono alle persone che abitavano negli altri appartamenti, che erano fortemente impressionati dal violento conflitto a fuoco, di rimanere chiusi in casa; alle ore 06:55 il sostituto procuratore della Repubblica di Genova, Filippo Maffeo, dopo essere stato accompagnato all'interno dell'appartamento dai carabinieri, firmò il processo verbale di sopralluogo. Il maresciallo Rinaldo Benà fu trasportato in ospedale; la grave ferita al capo causò la perdita di un occhio ma il sottufficiale sopravvisse.

### Diffusione delle notizie e identificazione dei brigatisti

Il cadavere di Riccardo Dura all'inizio del corridoio dell'appartamento di via Fracchia.

Le prime notizie dei cruenti fatti di Genova vennero diffuse dall'agenzia ANSA che, allertata dal comando generale dei carabinieri, comunicò alle ore 06:53 che "quattro presunti terroristi sono stati uccisi in un conflitto a fuoco con i carabinieri... nella sparatoria è rimasto ferito anche un sottufficiale dell'Arma. Le persone morte sono tre uomini e una donna"; entro le ore 07:42 l'agenzia diramò altri due comunicati che indicavano con precisione l'ora ufficiale dello scontro a fuoco e il luogo esatto a Genova dell'irruzione dei carabinieri. Alle ore 09:00 il comando generale dei carabinieri diffuse un comunicato ufficiale in cui descriveva rapidamente le operazioni antiterrorismo in corso a Torino, Genova e Biella e parlava in termini generali del conflitto a fuoco di via Fracchia dovuto a "colpi di arma da fuoco" da parte dei terroristi a cui i carabinieri avevano "reagito prontamente".
Per molti giorni questo rimase l'unico resoconto ufficiale proveniente dall'Arma; il cordone di sicurezza attorno all'edificio rimase molto stretto, fu proibito l'ingresso ai giornalisti; nel primo giorno le persone raccolte all'esterno poterono vedere solo le quattro bare in legno dei brigatisti trasportate fuori dal palazzo e due pulmini dei carabinieri che furono stipati di sacchi neri e pacchi contenenti il materiale trovato all'interno dell'abitazione. Anche il personale della DIGOS giunto sul posto venne fermato e fu impedita ogni interferenza della Questura nelle indagini. Secondo la documentazione del processo verbale del sostituto procuratore della Repubblica e la relazione del capitano Riccio, dopo lo scontro a fuoco nell'appartamento, i carabinieri trovarono i corpi di quattro persone. Procedendo dalla porta di accesso, videro per primo il cadavere di un uomo di corporatura robusta con baffi, vestito con slip e maglietta a maniche corte rossa, disteso ventre a terra tra l'ingresso e l'inizio del corridoio, apparentemente senza armi; sotto la testa, ruotata verso destra, una grande chiazza di sangue.
Subito dopo lungo il corridoio c'era il cadavere di un altro uomo ventre a terra con slip e canottiera blu, la testa, sotto di cui si allargava un'altra chiazza di sangue, rivolta verso il pavimento; a livello del tronco fu repertata una pistola Beretta 81. Il terzo cadavere era quello di una donna che giaceva riversa trasversalmente rispetto al corridoio, con le gambe che si trovavano all'ingresso della stanza ripostiglio; la donna indossava un maglione avana, sottoveste e slip rosa, scarpe di corda; accanto alla testa vennero individuati un paio di occhiali da vista e una bomba a mano, dal capo si estendeva una grande chiazza di sangue. Infine il quarto cadavere si trovava alla fine del corridoio; si trattava di un altro uomo che giaceva disteso supino longitudinalmente al corridoio con le gambe che arrivavano fino all'ingresso della camera da letto. Questo individuo, di alta statura e con barba, era vestito; indossava maglione di lana e pantaloni, una scarpa era calzata al piede destro mentre l'altra si trovava vicino al piede sinistro; anche in questo caso c'era una vasta chiazza di sangue sotto il capo e la parte superiore del torace; venne repertata accanto al piede sinistro una pistola Browning HP con colpo in canna percosso ma non esploso.
Inizialmente i carabinieri parvero all'oscuro dell'identità dei quattro brigatisti uccisi; il primo giorno venne divulgato solo il nome della donna, Annamaria Ludmann, l'insospettabile figlia del capitano di lungo corso Corrado Ludmann, proprietario deceduto dell'appartamento; un personaggio minore della colonna genovese del tutto sconosciuto agli inquirenti, ritenuto solo una militante "legale" unicamente impegnata a gestire l'abitazione e a metterla a disposizione dei clandestini. Anche il 29 marzo non furono diffuse notizie precise sui nomi degli altri brigatisti e i carabinieri diedero l'impressione di aver agito senza adeguate informazioni preliminari; furono invece le Brigate Rosse che diffusero un comunicato di commemorazione dei militanti uccisi scritto personalmente da Mario Moretti. Nel comunicato le Brigate Rosse esaltavano le qualità dei quattro "militanti rivoluzionari", "avanguardie" decise a "imbracciare il fucile e combattere"; essi venivano identificati con i nomi di battaglia: "Roberto", "operaio marittimo" e "dirigente dall'inizio della costruzione della colonna", "Antonio", operaio FIAT, tutti e due membri della "Direzione Strategica"; "Cecilia", "donna proletaria", e "Pasquale", operaio della Lancia di Chivasso.
Nel volantino si accusavano i carabinieri della loro morte; essi "dopo essersi arresi, erano stati trucidati". Il comunicato concludeva minacciosamente: "niente resterà impunito". Nei giorni seguenti i carabinieri, pur permanendo un'atmosfera di riserbo e incertezza, riuscirono a identificare altri due brigatisti e fornirono alla stampa i nomi di Lorenzo Betassa, "Antonio" secondo il volantino diramato dall'organizzazione, e di Piero Panciarelli, "Pasquale". Il primo, l'uomo ritrovato parzialmente vestito in fondo al corridoio, non era affatto ricercato dalle forze dell'ordine, nonostante facesse parte secondo le stesse Brigate Rosse della "Direzione Strategica"; egli venne identificato anche grazie alla carta d'identità ritrovata sul corpo che riportava i suoi dati anagrafici reali.
Il secondo, Piero Panciarelli, era relativamente più conosciuto ma non era ritenuto un militante di primo piano; era ricercato dalla metà del 1978 e considerato coinvolto negli attentati più gravi compiuti dall'organizzazione a Torino e a Genova. I carabinieri inoltre diramarono un comunicato con il lungo e dettagliato elenco della grande quantità di armi e materiali trovati all'interno dell'abitazione di via Fracchia: cinque pistole, due pistole mitragliatrici Sterling, un fucile Franchi, 2.000 cartucce, due granate Energa, due mine anticarro; esplosivo al plastico; macchine per scrivere, registratori, un riproduttore fotografico, drappi con la stella delle Brigate Rosse, materiale per la falsificazione di documenti, patenti e carte d'identità contraffatte, targhe di auto rubate, materiale propagandistico dell'organizzazione, infine un elenco con oltre 3.000 nominativi di persone verosimilmente individuate come possibili obiettivi della formazione terroristica.
Rimase invece ancora sconosciuta l'identità del quarto brigatista ucciso, "Roberto", l'uomo caduto all'inizio del corridoio, descritto dalle Brigate Rosse nel loro comunicato in termini altamente elogiativi e indicato come un dirigente di primo piano della colonna genovese e un membro della "Direzione Strategica". Gli inquirenti non sembrarono in grado di identificarlo e anche l'eventualità, diffusa per breve tempo, che si trattasse di Luca Nicolotti si rivelò completamente infondata. Furono infine le stesse Brigate Rosse che il 3 aprile rivelarono con una telefonata il nome del quarto militante, Riccardo Dura; l'anonimo parlò di "macabra propaganda" e minacciò rappresaglie contro giudici, carabinieri e giornalisti. Riccardo Dura era un personaggio sconosciuto agli inquirenti, solo nel mesi successivi grazie alle informazioni fornite da Patrizio Peci e da altri brigatisti catturati e collaboranti, si appresero dettagliate informazioni sul suo ruolo importante, sulla sua partecipazione a gravissimi fatti di sangue, sulla sua personalità aggressiva e dominante all'interno della colonna genovese.

## Aspetti controversi della vicenda

### Perizia balistica e conclusioni giudiziarie

I corpi di Piero Panciarelli, Annamaria Ludmann e Lorenzo Betassa.

I carabinieri continuarono a bloccare l'accesso all'appartamento anche dopo l'identificazione dei quattro brigatisti; la magistratura emise un primo comunicato il 5 aprile insieme con la relazione ufficiale dell'Arma emessa il giorno precedente con la descrizione degli eventi accaduti in via Fracchia. Solo l'8 aprile i magistrati poterono entrare di nuovo nell'appartamento seguiti, non si capisce a quale titolo, anche dai giornalisti, che furono fatti entrare uno per volta ed ebbero a disposizione tre minuti di tempo in totale per osservare il luogo del drammatico scontro a fuoco. La visita non chiarì tutti i dubbi e al contrario alcuni particolari riscontrati sollevarono perplessità sulla ricostruzione dei carabinieri.
I giornalisti riportarono nei loro resoconti la presenza di fori di proiettili sul pianerottolo, ad alcuni decimetri da terra, nell'ingresso e all'inizio del corridoio, alti fino quasi al soffitto; nella relazione dei carabinieri non si faceva cenno di scontro a fuoco sul pianerottolo e si parlava di colpi sparati verso persone che avanzavano carponi quasi strisciando. Fu rilevato che la porta di accesso all'appartamento non sembrava presentare segni evidenti di effrazione, a differenza della porta esistente tra ingresso e corridoio che invece apparve forzata. Inoltre ad alcuni cronisti non sembrò chiaro come i carabinieri fossero potuti entrare nell'edificio attraverso il portone principale dotato di una serratura; venne ventilata la possibilità che essi avessero le chiavi d'ingresso dello stabile. Infine sorsero dubbi anche sull'effettivo responsabile del ferimento del maresciallo Rinaldo Benà che risultò colpito da un proiettile calibro 9 mm, un tipo utilizzato anche dalle armi in dotazione ai carabinieri.
Per chiarire i particolari dello scontro a fuoco il procuratore della Repubblica di Genova richiese l'8 aprile, dopo aver riportato la relazione dei carabinieri, "indagini peritali di carattere medico-legale e balistico" che vennero espletate e permisero di accertare con precisione quali e quante armi avevano sparato nella notte del 28 marzo 1980. Venne quindi stabilito che tra le armi rinvenute all'interno dell'appartamento, tutte perfettamente funzionanti, aveva sparato solo la pistola Browning HP rinvenuta accanto ai piedi di Lorenzo Betassa che aveva esploso un proiettile; questa pistola presentava inoltre una cartuccia inesplosa all'interno della camera di scoppio. Tra le armi in dotazione ai carabinieri avevano sparato tre pistole mitragliatrici Beretta M12 che avevano esploso in totale 44 proiettili e un fucile da caccia calibro 12 da cui erano stati esplosi cinque proiettili. I 44 proiettili esplosi dai tre mitra M12 si suddividevano tra un'arma che aveva sparato 28 colpi e le altre due che avevano sparato otto colpi ciascuno. Nel corpo di Piero Panciarelli infine venne riscontrato un proiettile calibro 38 special "utilizzabile da rivoltella a tamburo"; l'impiego anche di questa arma era peraltro stato segnalato nel rapporto dei carabinieri.
Dopo le perizie balistiche e medico-legali, le conclusioni definitive della magistratura genovese giunsero il 29 febbraio 1984; dopo aver riepilogato la ricostruzione ufficiale dei carabinieri che non si discostava da quella presentata il 4 aprile 1980, il Procuratore della Repubblica descrisse le ferite riscontrate dai periti sui corpi dei quattro brigatisti, di cui si confermava l'ora del decesso intorno alle 04:00. Riccardo Dura era stato colpito al capo da un solo proiettile mortale che era penetrato dalla regione occipitale dal dietro in avanti; Piero Panciarelli aveva subito ferite mortali encefaliche e toraco-addominali causate da quattro colpi penetrati in direzione cranio-caudale. Annamaria Ludmann aveva ricevuto "gravissime lesioni cranio-encefaliche e toraco-addominali" a seguito di numerosi colpi di arma da fuoco, tra cui alcuni da proiettili multipli, sparati da distanza superiore a trenta centimetri, penetrati principalmente da dietro in avanti. Infine Lorenzo Betassa era stato raggiunto da numerosi proiettili singoli e multipli con lesioni mortali "cranio-encefaliche, polmonari, cardiache ed epatiche", con direzione da dietro in avanti, dall'alto in basso, da sinistra a destra.
Dopo questa accurata descrizione, il magistrato trasse le sue conclusioni: partendo dall'assunto che i carabinieri "all'atto dell'irruzione nell'appartamento di via Fracchia 12/1 stavano agendo legittimamente nell'ambito dei poteri loro riconosciuti", si considerava che il comportamento di Lorenzo Betassa che "fraudolentemente", dopo aver dichiarato la volontà di arrendersi, aveva esploso un colpo di pistola ferendo gravemente il maresciallo Benà, aveva reso inevitabile, a causa dell'immediata necessità, l'uso delle armi da fuoco da parte dei carabinieri per superare la resistenza della parte avversa. La presenza di almeno tre carabinieri nello spazio angusto dell'ingresso, teoricamente esposti al fuoco dei terroristi dal corridoio, rese la situazione di grave e "incombente" pericolo per la vita degli uomini delle forze dell'ordine che quindi non poterono che contrapporre "una reazione adeguata e proporzionata all'offesa ricevuta".
Il magistrato ritenne pienamente giustificato, dopo l'uccisione di Betassa, anche il successivo impiego delle armi da parte dei carabinieri che, di fronte alla presenza di altri brigatisti che avanzavano armati carponi lungo il corridoio nell'oscurità, tra cui la donna con una bomba a mano, ebbero la "fondata convinzione di trovarsi nuovamente in imminente pericolo di vita". Dopo aver ritenuto che la perizia avesse confermato sostanzialmente la relazione dei carabinieri, evidenziando le traiettorie dei colpi sui corpi prevalentemente da dietro in avanti e dimostrando che i quattro "terroristi furono colpiti a distanza, mentre due di essi procedevano carponi e con la testa abbassata", il magistrato concluse quindi, non essendo "emersi né ravvisabili estremi di reato", con la richiesta di archiviazione definitiva di tutto il procedimento.

### La versione dei brigatisti
La sanguinosa irruzione di via Fracchia provocò grande emozione nelle file dei brigatisti e anche nell'ambiente dell'estremismo giovanile; si manifestarono reazioni di odio e propositi di vendetta. Fin dall'inizio, come risulta dal documento diffuso il 29 marzo, le Brigate Rosse non diedero alcun credito alla relazione dei carabinieri e ritennero che si fosse trattato di una vera rappresaglia militare orchestrata dalle forze dell'ordine per dimostrare la potenza dello stato e intimorire con un brutale atto di sangue militanti e simpatizzanti. In ricordo dei brigatisti rimasti uccisi nell'appartamento le Brigate Rosse denominarono poco dopo la loro colonna veneta "Annamaria Ludmann-Cecilia" mentre la colonna romana divenne la "28 marzo"; alcuni giovani estremisti costituirono anche autonomamente a Milano nel maggio 1980 una "Brigata XXVIII marzo" che si rese responsabile del tragico omicidio del giornalista Walter Tobagi.
Nel documento del 29 marzo le Brigate Rosse accusavano i carabinieri di aver "trucidato" volontariamente i militanti dell'organizzazione, che a loro dire, si sarebbero arresi; tra i brigatisti apparve inizialmente inspiegabile come avessero fatto i carabinieri a entrare nell'appartamento cogliendo completamente di sorpresa i loro compagni che non avrebbero avuto modo di reagire. Fu dopo la diffusione delle notizie sulla collaborazione di Patrizio Peci con i carabinieri che i brigatisti ritennero di aver compreso la reale dinamica degli eventi. Mario Moretti ritenne che le forze dell'ordine disponessero delle chiavi dell'abitazione sottratte a Rocco Micaletto, che le avrebbe avute con sé al momento dell'arresto e che Peci avesse fornito precise indicazioni sul luogo e l'edificio; i carabinieri avrebbero quindi sorpreso i brigatisti aprendo con le chiavi l'abitazione e cogliendoli nel sonno. Nelle loro memorie Mario Moretti, Anna Laura Braghetti, Barbara Balzerani, Vincenzo Guagliardo e Prospero Gallinari sostengono tutti la versione dell'atto deliberato da parte dei carabinieri che sarebbero entrati agevolmente grazie alle chiavi e alle informazioni di Peci e avrebbero agito con la precisa volontà di uccidere i terroristi.
Le disposizioni previste dall'organizzazione in caso di scoperta di una delle sue abitazioni, prevedevano che gli occupanti non opponessero resistenza di fronte a soverchianti forze dell'ordine e si arrendessero; i brigatisti ritengono probabile che i compagni sorpresi in via Fracchia avessero tentato di arrendersi ma fossero stati ugualmente uccisi dai carabinieri; secondo Moretti e altri il maresciallo Rinaldo Benà sarebbe rimasto ferito a causa di un proiettile esploso per errore nella concitazione del momento dagli stessi colleghi dell'Arma.
Anche Patrizio Peci nelle sue memorie esprime sorpresa per il cruento esito dell'irruzione in via Fracchia ma egli imputa la responsabilità degli eventi in gran parte alla probabile decisione dei quattro brigatisti all'interno dell'abitazione di tentare di resistere. Egli ritiene che soprattutto i tre clandestini, aggressivi e determinati, forse pensarono di essere in grado di sfuggire ai carabinieri con le armi. Il brigatista collaborante, che era amico di Panciarelli e Betassa, esprime il proprio dispiacere per la morte dei quattro ma nega ogni responsabilità negli eventi ed esclude di aver fornito le chiavi dell'appartamento.

### Le foto ventiquattro anni dopo

Il cadavere di Annamaria Ludmann, visibile la bomba a mano che la brigatista, secondo la ricostruzione giudiziaria, teneva in mano durante lo scontro a fuoco.

Nel 2004, a distanza di ventiquattro anni dai fatti, il quotidiano genovese Corriere Mercantile è riuscito a venire in possesso delle foto scattate dai carabinieri subito dopo lo scontro a fuoco e le ha pubblicate, a cura del giornalista Andrea Ferro, dal 12 al 15 febbraio, insieme con una nuova analisi della vicenda. Queste foto pongono nuovi dubbi sullo svolgimento reali dei fatti. Le immagini mostrano i corpi dei quattro brigatisti lungo lo stretto corridoio sostanzialmente nelle posizioni descritte nel processo verbale del magistrato genovese: Dura, Panciarelli e la Ludmann sono allineati uno dietro l'altro, scalzi, svestiti e in posizione prona. In fondo al corridoio giace invece supino Betassa, che è vestito ma con le scarpe slacciate e senza calze; è verosimile che anche lui stesse dormendo, forse nel sacco a pelo disteso nella sala da pranzo, e che abbia affrettatamente calzato le scarpe dopo aver sentito i primi rumori o le ingiunzioni dei carabinieri.
Secondo alcuni autori, la posizione delle braccia dei primi tre terroristi solleva dubbi sulla ricostruzione ufficiale; Dura, Panciarelli e la Ludmann nelle foto hanno le braccia distese in avanti e nessuno impugna delle armi; se i brigatisti fossero avanzati carponi come riportato nel documenti dei carabinieri, questa posizione dei cadaveri sarebbe poco congruente; se Panciarelli e la Ludmann avessero impugnato rispettivamente una pistola e una bomba a mano queste armi verosimilmente sarebbero rimaste nelle loro mani o accanto ai cadaveri. Nella foto che ritrae la Ludmann si vede una bomba a mano a terra nel piccolo spazio compreso tra il volto e il braccio destro parzialmente addotto; la posizione è sembrata piuttosto singolare. Il fatto che i quattro brigatisti siano caduti in fila lungo il corridoio e che tre di loro fossero con le mani e le braccia parzialmente distese in avanti, ha fatto ritenere poco probabile che i terroristi volessero opporre resistenza e avessero la volontà di ingaggiare un conflitto a fuoco; allineandosi lungo lo stretto corridoio, invece di ripararsi nelle stanze laterali, si sarebbero fatalmente esposti ai colpi dei carabinieri. Alcuni autori ritengono possibile che i quattro intendessero arrendersi, sfilando uno dietro l'altro lungo il corridoio con le braccia alzate o forse dietro la nuca.
Anche l'orario dell'irruzione è stato messo in dubbio; mentre la relazione dei carabinieri indica le ore 04:00, l'orologio portato al polso sinistro dalla Ludmann segna le ore 02:42. Infine è stato evidenziato come il primo cadavere della fila dei terroristi sia quello di Riccardo Dura, in teoria il dirigente più esperto e quello considerato più aggressivo; egli è a terra scalzo e senza alcuna pistola in mano o vicino al corpo, sicuramente non sparò. È possibile che egli sia stato il primo ad alzarsi e ad avanzare lungo il corridoio verso l'ingresso dove sarebbe stato raggiunto da colpi sparati a distanza ravvicinata attraverso la porta di separazione.
Dopo la diffusione delle foto, il brigatista dissociato e collaborante Adriano Duglio, componente della colonna genovese, ha ritenuto che questa documentazione fotografica confermi i dubbi sulla vicenda. Egli ha ripreso la versione brigatista che i carabinieri disponessero delle chiavi dell'appartamento e che i brigatisti fossero in procinto di arrendersi come sarebbe dimostrato dalla posizione delle braccia dei corpi di tre terroristi. Il giornalista Giuliano Zincone, intervistato nel 2004 dal Corriere Mercantile, ha affermato che già all'epoca dei fatti aveva manifestato, insieme con altri giornalisti entrati nell'appartamento, perplessità sulla dinamica degli eventi e aveva ritenuto probabile che i carabinieri avessero voluto imporre una prova di forza militare escludendo tecniche operative idonee a permettere una cattura incruenta dei brigatisti.

## Conseguenze e conclusione

### La fine della colonna genovese

Controlli delle forze dell'ordine a Genova durante una delle operazioni antiterrorismo.

La sanguinosa irruzione in via Fracchia ebbe importanti conseguenze: insieme con le contemporanee operazioni dei carabinieri del generale dalla Chiesa in Piemonte, a seguito delle rivelazioni di Peci, provocò un indebolimento sostanziale della struttura delle Brigate Rosse in Italia settentrionale e dal punto di vista psicologico sembrò dimostrare in modo inequivocabile che le strutture dello stato erano decise a impiegare mezzi militari per interrompere la continua crescita dell'attività terroristica di estrema sinistra. Secondo l'avvocato Giannino Guiso l'azione dei carabinieri era soprattutto un impressionante monito rivolto ai più irriducibili brigatisti e anche una rappresaglia contro la colonna genovese responsabile di molti fatti di sangue.
L'irruzione di via Fracchia diffuse lo sconcerto e la paura tra le colonne brigatiste, favorendo la perdita della coesione tra i militanti e anche fenomeni sempre più ampi di collaborazione; il generale Carlo Alberto dalla Chiesa aveva parlato in precedenza di à la guerre comme à la guerre, e i fatti del 28 marzo sembrarono la concretizzazione reale di questo avvertimento del comandante della divisione carabinieri "Pastrengo". In realtà paradossalmente nella fase iniziale dopo l'irruzione molti giovani dell'estrema sinistra decisero di passare alla lotta armata nella colonna genovese spinti dal desiderio di vendicare i militanti uccisi, ma questi nuovi elementi mancavano di disciplina e preparazione e inoltre ormai l'organizzazione della colonna era in disfacimento.
Dopo la morte di Riccardo Dura, Francesco Lo Bianco cercò di organizzare i superstiti ma nuove operazioni dei carabinieri e il moltiplicarsi del fenomeno della collaborazione e della delazione provocarono il crollo definitivo; entro la fine del 1980 in pratica la colonna genovese si dissolse. La maggior parte dei militanti venne arrestata e le strutture logistiche individuate e smantellate; alcuni dei più aggressivi brigatisti, come Livio Baistrocchi e Lorenzo Carpi, invece espatriarono all'estero e fecero perdere le loro tracce. I carabinieri individuarono anche persone insospettabili come l'anziana Caterina Picasso e l'avvocato Edoardo Arnaldi che in realtà era solo un simpatizzante in contatto con alcuni capi della colonna ed era stato avvocato difensore dei brigatisti; egli tuttavia, coinvolto dalle rivelazioni di Peci e in precarie condizioni di salute, si suicidò, mentre stava per essere arrestato, per timore della detenzione in carcere.

### Analisi e critiche
Giorgio Bocca fu tra coloro che espressero fin dall'inizio la convinzione che gli eventi di via Fracchia derivassero anche dalla volontà dei carabinieri di infliggere una clamorosa sconfitta militare alle Brigate Rosse; egli alcuni mesi dopo ebbe un colloquio direttamente con il generale Carlo Alberto dalla Chiesa che, pur negando che i terroristi fossero stati uccisi deliberatamente senza dar loro possibilità di arrendersi, si dimostrò freddo e molto duro, evidenziando come i brigatisti avessero agito per primi ferendo gravemente il maresciallo Benà. Dal colloquio e dal tono risentito della replica del generale, Bocca ritenne che in ogni caso gli avvenimenti in via Fracchia non si fossero svolti esattamente secondo la ricostruzione ufficiale dell'Arma.
Permangono peraltro ancora dubbi sulle reali finalità dei carabinieri nell'azione di via Fracchia; accanto all'interpretazione che considera l'irruzione e la sua metodica connessa alla volontà di dimostrare la potenza dell'Arma, di rinsaldare il suo prestigio presso il mondo politico per favorire anche l'adozione di una "legge sui pentiti" già preparata dal presidente del Consiglio Francesco Cossiga e di vendicare i colleghi uccisi dalla colonna genovese nei mesi precedenti, si è ventilata anche un'altra ipotesi. L'eventualità che il generale Dalla Chiesa fosse convinto di trovare nell'appartamento, sede di una recente "Direzione Strategica", documenti di grande importanza sul caso Moro, forse l'originale del cosiddetto "Memoriale" o le bobine degli interrogatori, da mantenere strettamente riservati. Da questo fatto deriverebbe in parte lo stretto riserbo iniziale e il rifiuto per molti giorni di permettere l'accesso di magistrati e giornalisti. Di questi documenti tuttavia non c'è alcuna traccia nel materiale sequestrato.
Lo storico Marco Clementi ha presentato nel 2007 una sintesi equilibrata che tiene conto di tutta la documentazione disponibile. Egli considera come in linea generale fosse vero che le disposizioni delle Brigate Rosse prevedessero di non opporre resistenza e di arrendersi nel caso si fosse stati sorpresi all'interno di appartamenti, ma rileva che in precedenti occasioni si erano ugualmente scatenati conflitti a fuoco, anche con morti e feriti dalle due parti, nel corso di irruzioni delle forze dell'ordine, a causa del tentativi dei militanti di evitare l'arresto. Egli segnala inoltre come tutti i brigatisti risultarono colpiti, secondo la perizia medico-legale, dal dietro in avanti e dall'alto in basso, il che sarebbe stato possibile solo se effettivamente essi si fossero mossi carponi lungo il corridoio. L'unico brigatista che avrebbe sparato fu Lorenzo Betassa che esplose un solo colpo dalla fine del corridoio prima dell'inceppamento della sua pistola. Questo proiettile avrebbe raggiunto all'occhio il maresciallo Benà; Clementi ritiene questa azione del brigatista illogica ma in linea teorica, considerando l'ora, le circostanze e l'estrema tensione, possibile.
Le ricostruzioni dei carabinieri riferiscono in modo sostanzialmente concorde di una reazione generale con tutte le armi a disposizione dei quattro o cinque uomini presenti all'ingresso in risposta all'azione ostile di Lorenzo Betassa. L'autore ritiene in conclusione che è verosimile che non sia trattato di una premeditata eliminazione fisica dei quattro terroristi per rappresaglia, ma che la metodica scelta per l'irruzione e la violenta e generale reazione dei carabinieri, farebbero ritenere che le disposizioni operative delle autorità superiori prevedessero la possibilità di un conflitto a fuoco e non si curassero molto di catturare vivi gli occupanti dell'appartamento in via Fracchia 12, interno 1.

## L'inchiesta del 2017
Nel 2017 la procura di Genova, a seguito dell'esposto presentato dal ricercatore universitario Luigi Grasso (nel 1979 accusato di terrorismo e successivamente prosciolto con formula piena), ha aperto un fascicolo di inchiesta con l'ipotesi di omicidio in riferimento ai fatti relativi alla morte del brigatista Riccardo Dura. In tale occasione, la procura ha avuto modo di accorgersi che il fascicolo d'indagine originale è sparito nel nulla.